# Andrius Gudžius
Andrius Gudžius (né le 14 février 1991 à Padauguva) est un athlète lituanien, spécialiste du lancer de disque et champion du monde en 2017 à Londres.

## Biographie
Son record personnel est de 61,85 m, réalisé à Kaunas le 27 mai 2010 qu'il porte à 62,90 m à Bellinzone en juin 2012 (avec le disque de 1,750 kg, 65,51 m à Šiauliai, juin 2010). Il devient champion du monde junior à Moncton. Il avait terminé 6e des Championnats du monde junior d'athlétisme 2008 à Bydgoszcz et 3e des Championnats du monde d'athlétisme jeunesse 2007 à Ostrava. Avec son meilleur lancer de la saison, il remporte le titre de champion d'Europe espoirs 2013 à Tampere, en 62,40 m. Le 13 mai 2017, il porte son record à 67,62 m.
Le 5 août 2017, lors de la finale des championnats du monde de Londres, il porte son record à 69,21 m, pour remporter son premier titre mondial. Le 8 août 2018, en finale des championnats d'Europe de Berlin, le Lituanien réussit à un jet à 68,46 m à son 6e et dernier essai et remporte son premier titre européen devant son rival Daniel Ståhl (68,23 m) et l'Autrichien Lukas Weißhaidinger (65,14 m).
Blessé au pied durant la saison 2019, il ne parvient pas à conserver son titre mondial à Doha, ne se classant que 12e des championnats du monde avec 61,55 m.
Lors des championnats du monde 2022 à Eugene, il remporte la médaille de bronze avec un jet à 67,55 m, devancé par le Slovène Kristjan Čeh et l'autre lituanien Mykolas Alekna.

## Palmarès

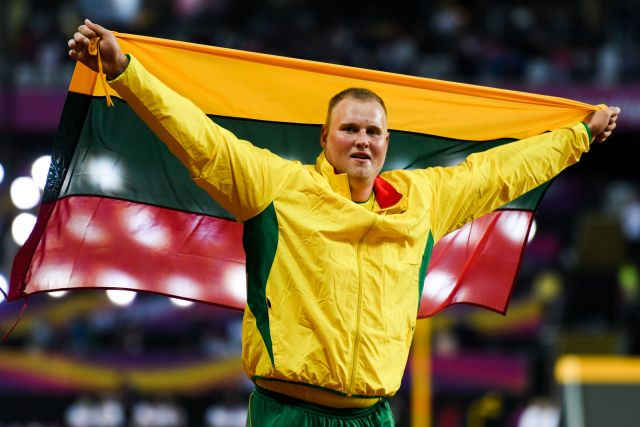
Andrius Gudžius lors des championnats du monde 2017.

| Date | Compétition                             | Lieu             | Résultat | Marque  |
| ---- | --------------------------------------- | ---------------- | -------- | ------- |
| 2007 | Championnats du monde cadets            | Ostrava          | 3e       | 61,59 m |
| 2007 | Festival olympique de la jeunesse euro. | Belgrade         | 3e       | 60,07 m |
| 2008 | Championnats du monde juniors           | Bydgoszcz        | 6e       | 58,63 m |
| 2010 | Championnats du monde juniors           | Moncton          | 1er      | 63,78 m |
| 2011 | Championnats d'Europe espoirs           | Ostrava          | 13e      | 56,58 m |
| 2013 | Championnats d'Europe espoirs           | Tampere          | 1er      | 62,40 m |
| 2015 | Coupe d'Europe hivernale des lancers    | Leiria           | 2e       | 65,51 m |
| 2015 | Championnats d'Europe par équipes       | Heraklion        | 2e       | 60,98 m |
| 2015 | Universiade                             | Gwangju          | 3e       | 62,54 m |
| 2016 | Jeux olympiques                         | Rio de Janeiro   | 12e      | 60,66 m |
| 2017 | Coupe d'Europe hivernale des lancers    | Grande Canarie   | 2e       | 64,18 m |
| 2017 | Championnats d'Europe par équipes       | Tel Aviv         | 2e       | 65,21 m |
| 2017 | Championnats du monde                   | Londres          | 1er      | 69,21 m |
| 2017 | Ligue de diamant                        | Ligue de diamant | 1er      | 68,16 m |
| 2018 | Championnats d'Europe                   | Berlin           | 1er      | 68,46 m |
| 2018 | Ligue de diamant                        | Ligue de diamant | 2e       | 67,56 m |
| 2018 | Coupe continentale                      | Ostrava          | 2e       | 66,95 m |
| 2019 | Ligue de diamant                        | Ligue de diamant | 4e       | 65,19 m |
| 2019 | Championnats du monde                   | Doha             | 12e      | 61,55 m |
| 2021 | Jeux olympiques                         | Tokyo            | 6e       | 64,11 m |
| 2022 | Championnats du monde                   | Eugene           | 3e       | 67,55 m |
| 2022 | Championnats d'Europe                   | Munich           | 6e       | 65,40 m |
| 2023 | Jeux européens                          | Chorzów          | 3e       | 64,94 m |
| 2023 | Championnats du monde                   | Budapest         | 6e       | 66,16 m |
| 2024 | Jeux olympiques                         | Paris            | 9e       | 66,55 m |

## Records
| Épreuve          | Performance | Lieu      | Date         |
| ---------------- | ----------- | --------- | ------------ |
| Lancer du disque | 69,59 m     | Stockholm | 10 juin 2018 |